# Sistema numérico
En aritmética, álgebra y análisis matemático, sistema numérico es un conjunto provisto de dos operaciones que verifican ciertas condiciones relacionadas con las propiedades propiedad  conmutativa, propiedad asociativa  y distributiva. El conjunto de los números enteros, los números racionales o los números reales son ejemplos de sistemas numéricos, aunque los matemáticos han creado muchos otros sistemas numéricos más abstractos para diversos fines. Además debe tenerse en cuenta que dado un sistema numérico existen diversas formas de representarlo, por ejemplo, en los enteros podemos usar a representación decimal, la binaria, la hexadecimal, etc. En los racionales podemos optar por no expresarlos de manera decimal o como fracción de enteros, etc
Los sistemas numéricos se caracterizan por tener una estructura algebraica (monoide, anillo, cuerpo, álgebra sobre un cuerpo), satisfacer propiedades de orden (orden total, buen orden) y propiedades topológicas y analíticas (densidad, metrizabilidad, completitud) adicionales.

## Introducción
Convencionalmente diversos conjuntos dotados de "adición" y "multiplicación" se llaman sistemas numéricos. Entre estos conjuntos están los números naturales, los enteros, los racionales, los reales y los complejos, aunque existen otros que generalizan a algunos de los anteriores. Aunque no existe una definición formal de sistema numérico, todos los conjuntos dotados de operaciones binarias que se cuentan convencionalmente entre los sistemas numéricos tienen propiedades comunes.
En todos los sistemas numéricos convencionales hay definidas dos operaciones  binarias asociativas denominadas adición y multiplicación, y además se cumple que la multiplicación es distributiva con respecto a la adición. La adición es siempre conmutativa, aunque en algunos sistemas numéricos la multiplicación no siempre es conmutativa):
Para a, b y c elementos cualesquiera de {\displaystyle \mathbb {S} }:
- Propiedad conmutativa de la adición: {\displaystyle a+b=b+a}
- Propiedad asociativa de la adición: {\displaystyle (a+b)+c=a+(b+c)}
- Propiedad asociativa de la multiplicación: {\displaystyle (a\cdot b)\cdot c=a\cdot (b\cdot c)}
- Propiedad distributiva de la multiplicación sobre la adición: {\displaystyle a\cdot (b+c)=a\cdot b+a\cdot c}

La adición y la multiplicación no necesariamente deben ser las de la aritmética elemental.
Más formalmente un sistema numérico se caracterizan por una séxtupla {\displaystyle \scriptstyle (\mathbb {S} ,+,\cdot ,{\mathcal {A}},{\mathcal {O}},{\mathcal {T}})}, donde: 
{\displaystyle \scriptstyle {\mathcal {A}}} es un conjunto de axiomas que definen las propiedades algebraicas de las operaciones y conjeturan la posible existencia de cierto tipo de elementos (opuestos, inversos, etc.)
{\displaystyle \scriptstyle {\mathcal {O}}} es un conjunto de axiomas referidos a la teoría del orden, que dan cuenta de ciertas propiedades asociadas a las relaciones existentes entre los elementos.
{\displaystyle \scriptstyle {\mathcal {T}}} es un conjunto de axiomas topológicos, que posiblemente incluyen la definición de ciertas funciones (distancia) y propiedades (completitud, densidad, etc.)

## Ejemplos según estructura algebraica

### Sistemas numéricos con estructura de anillo
- Los números enteros {\displaystyle \mathbb {Z} } son uno de los ejemplos más sencillos de anillos.
- Los números enteros módulo n (donde {\displaystyle n\neq p^{q}}, con p un número entero primo).
- Los enteros gaussianos {\displaystyle \mathbb {Z} +i\mathbb {Z} }

- Los números enteros p-ádicos {\displaystyle \mathbb {Z} _{p}} que son mucho más numerosos que los enteros ordinarios.

### Sistemas numéricos con estructura de cuerpo
- Los números racionales ({\displaystyle \mathbb {Q} }), mínimo cuerpo que contiene al anillo ({\displaystyle \mathbb {Z} }).
- Los números algebraicos ({\displaystyle \mathbb {A} }) son una extensión algebraica de los número racionales ({\displaystyle \mathbb {Q} }).
- Los números reales ({\displaystyle \mathbb {R} }), mínimo cuerpo completo que contiene a {\displaystyle \mathbb {Q} }
- Los números complejos ({\displaystyle \mathbb {C} }), mínimo cuerpo algebraicamente cerrado que contiene a {\displaystyle \mathbb {R} }
- Los números enteros módulo p (con p primo, {\displaystyle \mathbb {Z} _{p}}) o aritmética modular de módulo p.
- Los números hiperreales ({\displaystyle {}^{*}\mathbb {R} })son una extensión de los números reales ({\displaystyle \mathbb {R} }).
- Los números superreales son una generalización de los números hiperreales.
- Los números surreales son el cuerpo más grande posible que contiene a los reales y siguen siendo un cuerpo ordenado.
- Los números p-ádicos ({\displaystyle \mathbb {Q} _{p}}) son un cuerpo no-arquimedeano que son una compleción métrica de los racionales, diferente de la compleción de los números reales, ya que se basan en una ultramétrica.
- Los algebraicos p-ádicos ({\displaystyle {\bar {\mathbb {Q} }}_{p}}) forman la clausura algebraica de los números p-ádicos, aunque se pierde la compleción métrica.
- Los complejos p-ádicos ({\displaystyle \mathbb {C} _{p}}) forman la compleción métrica de {\displaystyle {\bar {\mathbb {Q} }}_{p}}.

### Sistemas numéricos con estructura de álgebra
- Los números cuaterniónicos
- Los números octoniónicos
- Los números sedeniónicos

Todos estos conjuntos son ejemplos de números hipercomplejos.

## Discusión de los ejemplos

### Ejemplos intuitivos
La mayor parte de ejemplos de sistemas numéricos sencillos están relacionados con extensiones de los números naturales:
- Los números enteros, {\displaystyle \scriptstyle (\mathbb {Z} ,+,\cdot )} generalizar la idea de contar y permiten formalizar el concepto de deuda o defecto de algo, es decir, en ellos se puede formalizar operaciones como "4 - 7", etc. Este sistema numérico tiene una estructura de anillo conmutativo unitario, una topología discreta trivial. Las propiedades de orden son relativamente simples ya que cualquier conjunto acotado es finito tiene un elemento mínimo y un elemento máximo pertenecientes a dicho conjunto.
- Los números racionales, {\displaystyle \scriptstyle (\mathbb {Q} ,+,\cdot )} permiten formalizar además de la idea de deuda o defecto de algo, la noción de porción de algo, eso implica a su vez propiedades topológicas más complicadas, como la que entre dos números racionales siempre existe al menos otro número racional. Eso hace topológicamente complicados a los racionales ya que un conjunto acotado no tiene porqué tener un máximo o un mínimo (aunque sí una cota superior y una cota inferior). Algebraicamente los racionales tienen estructura de cuerpo. La principal diferencia con los reales es que los racionales no son un conjunto topológicamente completo.

### Los restos de módulo 2
Los restos de módulo 2, con las operaciones de suma y multiplicación de restos, forman un sistema numérico. La congruencia de Gauss es una relación de equivalencia. El cociente del conjunto {\displaystyle \mathbb {Z} } por una relación de equivalencia lo divide en clases disjuntas. En el caso de las congruencias de módulo 2 lo que se hace es dividir a los enteros en números pares e impares. Las operaciones de suma y multiplicación definidas permiten responder de qué paridad es el resultado de una suma o multiplicación de números pares o impares, en cualquier combinación que se utilice. Los símbolos "0" y "1" representan a los restos posibles de la división entera por 2: 0 para los números pares y 1 para los impares. La expresión 1 + 1 = 0 es equivalente a: impar + impar = par.
| + | 0 | 1 |
| - | - | - |
| 0 | 0 | 1 |
| 1 | 1 | 0 |

| × | 0 | 1 |
| - | - | - |
| 0 | 0 | 0 |
| 1 | 0 | 1 |

Con las tablas es fácil comprobar que las operaciones son conmutativas, asociativas y que el producto es distributivo con respecto a la suma. Tenemos, entonces, un sistema numérico de dos símbolos. Para una comprensión más profunda, ver aritmética modular.

## Ejemplos según las propiedades de orden

### Sistemas numéricos totalmente ordenados
- Los naturales {\displaystyle \mathbb {N} }, los enteros {\displaystyle \mathbb {Z} }, los racionales  {\displaystyle \mathbb {Q} } y los reales {\displaystyle \mathbb {R} } son ejemplos de conjuntos totalmente ordenados.
- Los enteros gaussianos o los complejos no son un conjunto totalmente ordenado, ya que no puede definirse un orden total compatible con las operaciones aritméticas. Ese hecho se sigue de que tanto la hipótesis de que i > 0 como i < 0 conducen a una contradicción, si se admite que el orden propuesto es no-trivial y compatible con la multiplicación.
- Tampoco números enteros módulo n no admiten ningún orden total compatible con la suma ya que al ser grupos cíclicos respecto a la suma. Ya que a > 0 debería implicar dos cosas que su opuestos aditivo -a < 0 y además que sumar un número finito de veces a consigo mismo implica n·a > 0, pero dado que (n-1)·a = -a, se llega a una contradicción, al ser el primer miembro postivo y el segundo negativo.

### Sistemas numéricos bien ordenados
- Los números naturales {\displaystyle \mathbb {N} } son un ejemplo de sistema numérico que es además un conjunto bien ordenado.
- Los números enteros no son un conjunto bien ordenado, aunque cualquier subconjunto acotado de los enteros sí es finito y por tanto también es un conjunto bien ordenado.
- Los números racionales y reales no son un conjunto bien ordenado. Ni siquiera los de cualquier subconjunto acotados de números racionales o reales es un conjunto bien ordenado. Por ejemplo el intervalo abierto (0,1) es un subconjunto acotado tanto en los racionales como en los reales pero no tiene un elemento mínimo perteneciente al conjunto, ya que 0 no es un elemento de ese subconjunto.

### Sistemas numéricos con orden denso
- Ni los números naturales, ni los enteros tienen un orden denso, ya que pueden seleccionarse dos números consecutivos tales que entre ellos no exista ningún otro elemento. Por ejemplo, no existe ningún otro número entero entre 2 y 3.
- En cambio los racionales y los reales tienen un orden denso, dados dos números diferentes r1 y r2 siempre existe algún otro número entre ellos por ejemplo (r1+r2)/2 o (2r1+r2)/3